# Храм Иверской иконы Божией Матери (Нижний Новгород)
Храм Иверской иконы Божией Матери — православный храм в Нижнем Новгороде, в посёлке Сортировочный. Возведён в 2003 году.

## История
Приход существует с 1998 года, находится в посёлке Сортировочный. Первоначально службы совершались в здании бывшего детского сада, перестроенного под храм и освящённого 11 апреля 1998 года. В 2000 году Горьковская железная дорога передала Нижегородской епархии деревянное здание, которое легло в основу будущего храма. В 2001 году, за неделю до Пасхи, было совершено малое освящение храма, после чего в храме начали проводиться регулярные богослужения. 20 ноября 2003 года епископ Георгий совершил полное освящение храма.
Престол
В честь Иверской иконы Божией Матери.
Престольные праздники
26 октября, 25 февраля, вторник Светлой седмицы — дни празднования Иверской иконы Божией Матери.
Святыни
В храме хранится икона святителя и чудотворца Николая, освящённая на мощах святителя в г. Бари (Италия) и подаренная храму Российским фондом святителя Николая.
Просветительская деятельность
При храме действует воскресная школа, имеется библиотека. Проводятся факультативные занятия в школе № 75.
Расписание богослужений
Ежедневно в 8:00 — утреня с Литургией. В воскресные и праздничные дни в 8:00 — литургия, накануне — всенощное бдение (зимой — в 16:00, летом — в 17:00).